# Kaiserstraße (Siegburg)
Die Kaiserstraße in Siegburg ist eine Gemeindestraße in der Innenstadt und Teil der Fußgängerzone. Sie ist die Haupteinkaufsstraße der Stadt.

## Lage
Die Kaiserstraße führt vom Markt und der Holzgasse in westlicher Richtung nach Troisdorf. Früher war sie Hauptverkehrsstraße. Von der Kaiserstraße gehen (ab Markt) die Passage Am Brauhof, die Ankergasse, Burgstraße, Ringstraße, Cecilienstraße, Friedrich-Ebert-Straße, Kronprinzenstraße und die Minoritenstraße ab. Dann kreuzt die Landesstraße 16 (Heinrichstraße/Johannesstraße), an der die Fußgängerzone endet. Im weiteren Verlauf gehen die Humperdinckstraße, der Verbindungsweg und die Albertstraße ab. An der Kreuzung Breite Straße/Weierstraße geht die Kaiserstraße in die Luisenstraße über.

## Baudenkmäler
Die Straße bietet neben vielen Boutiquen, Fachgeschäften und Essensangeboten auch alte Fassaden. 

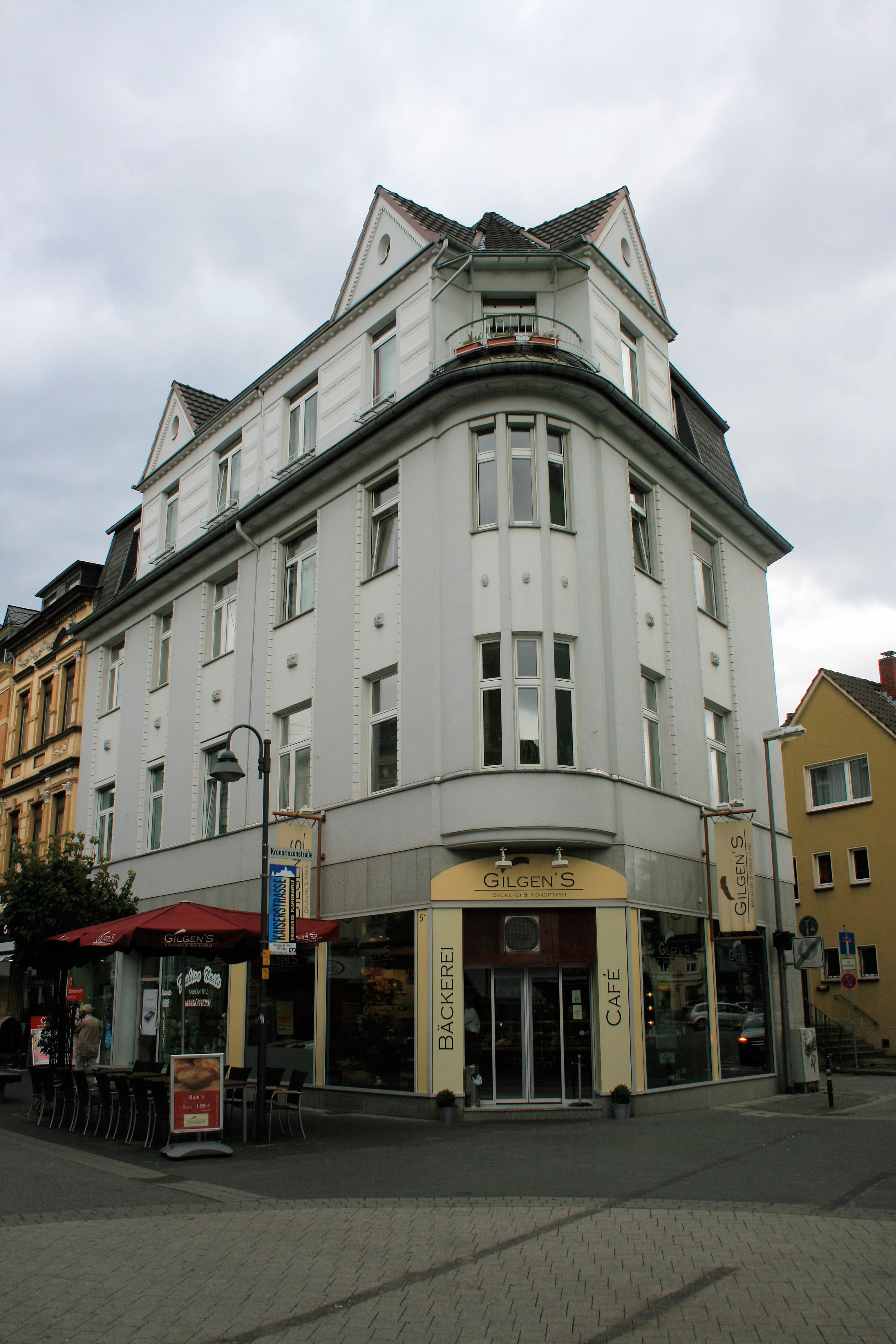
Haus Nr. 51–53
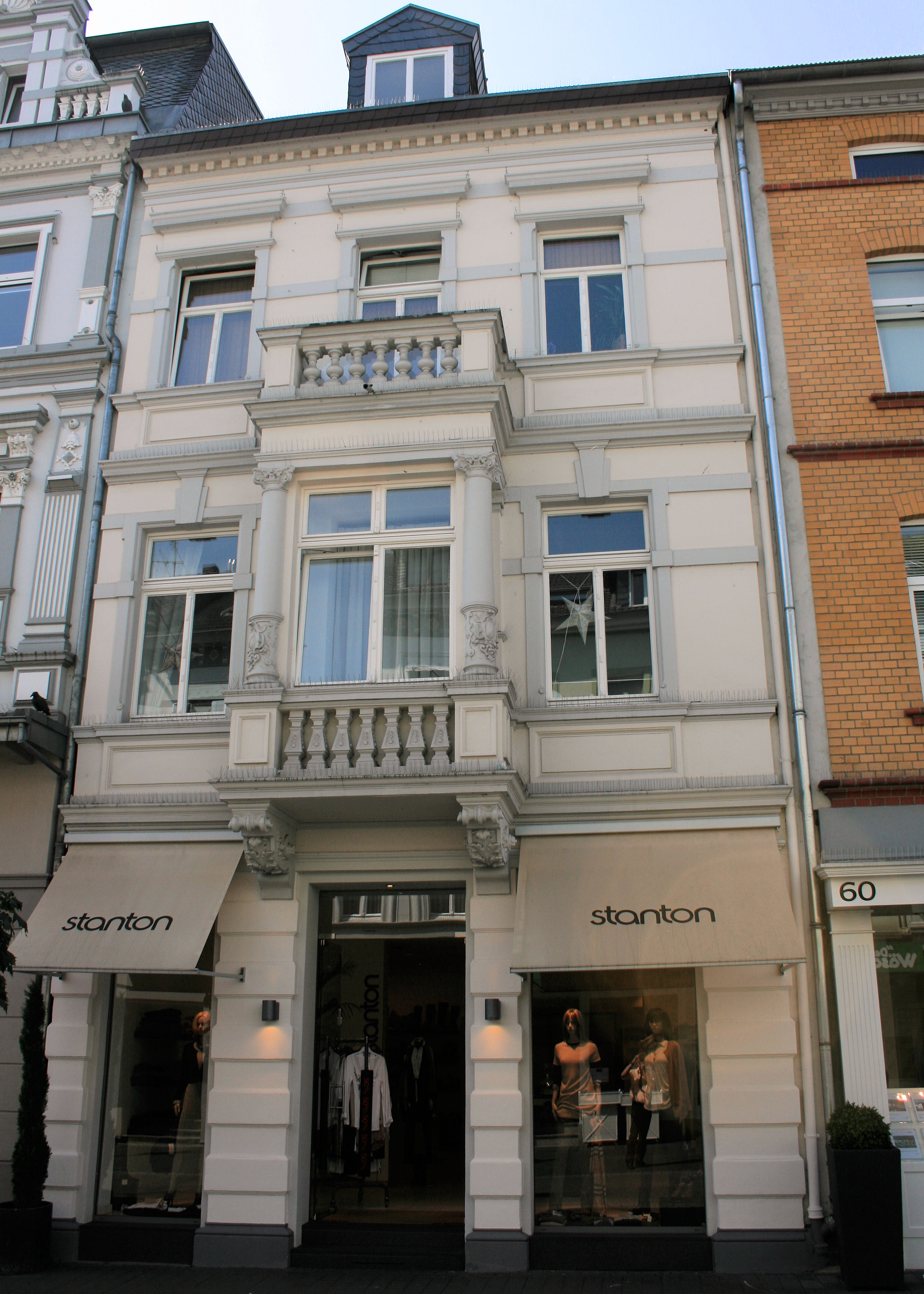
Haus Nr. 58
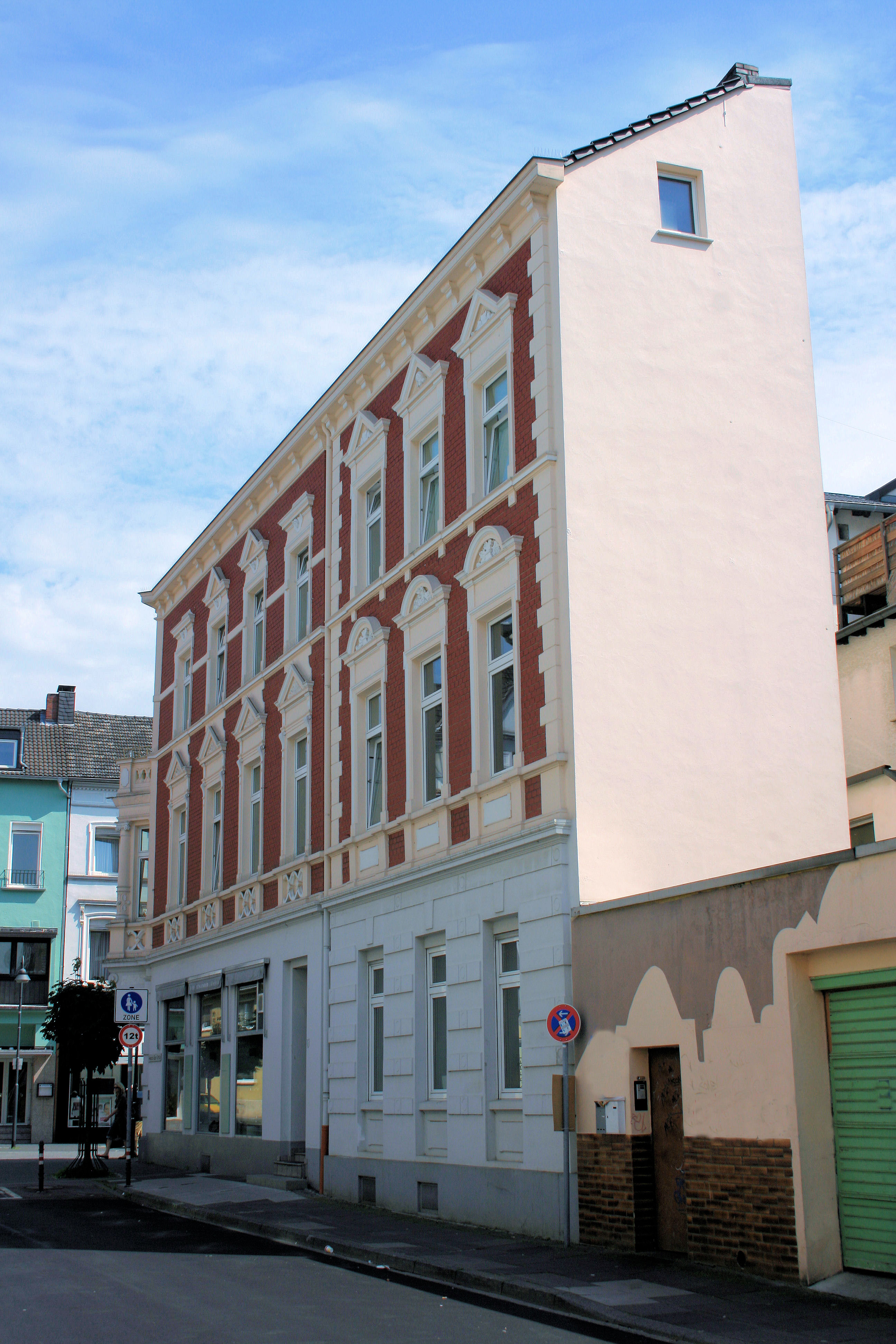
Haus Nr. 64
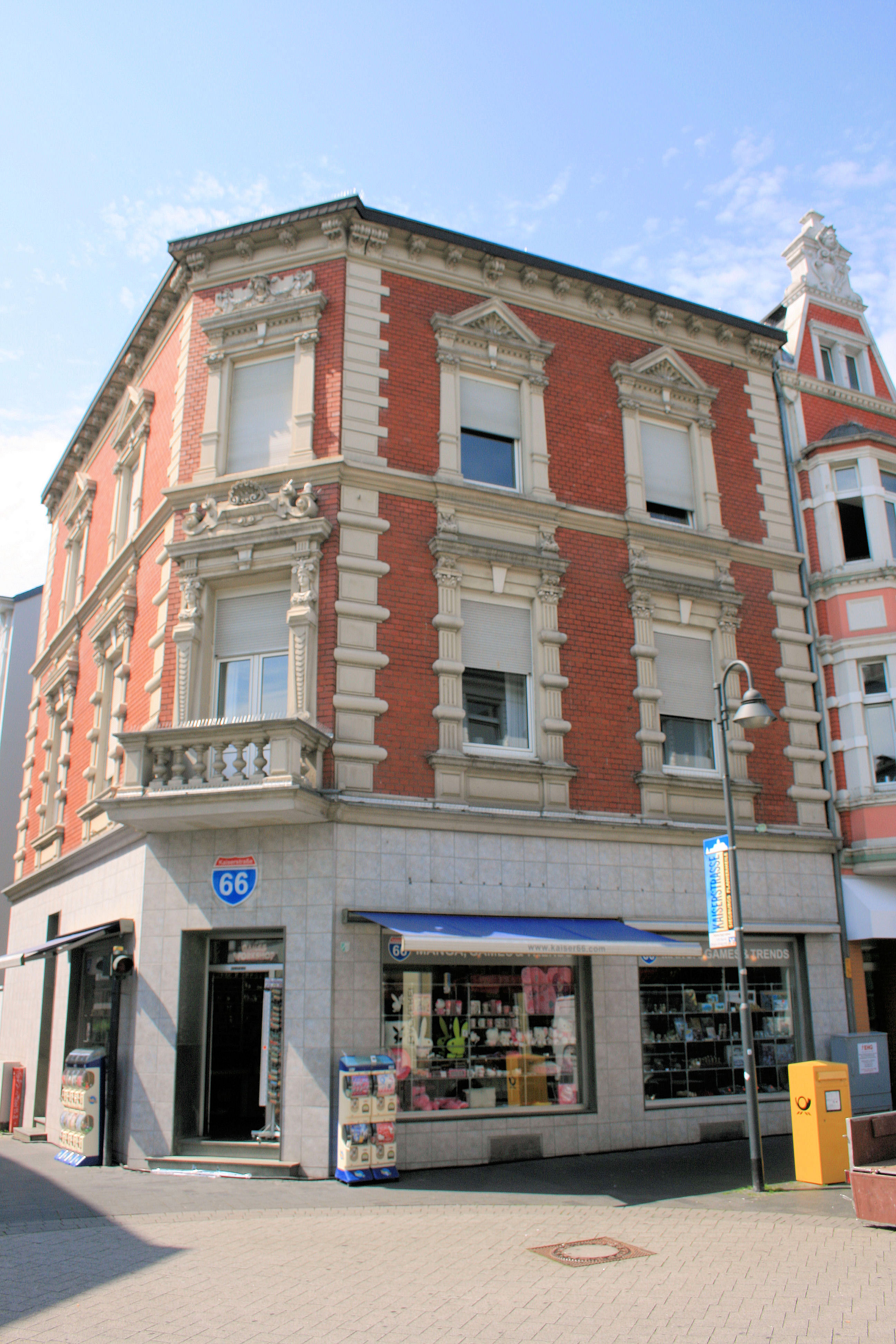
Haus Nr. 66
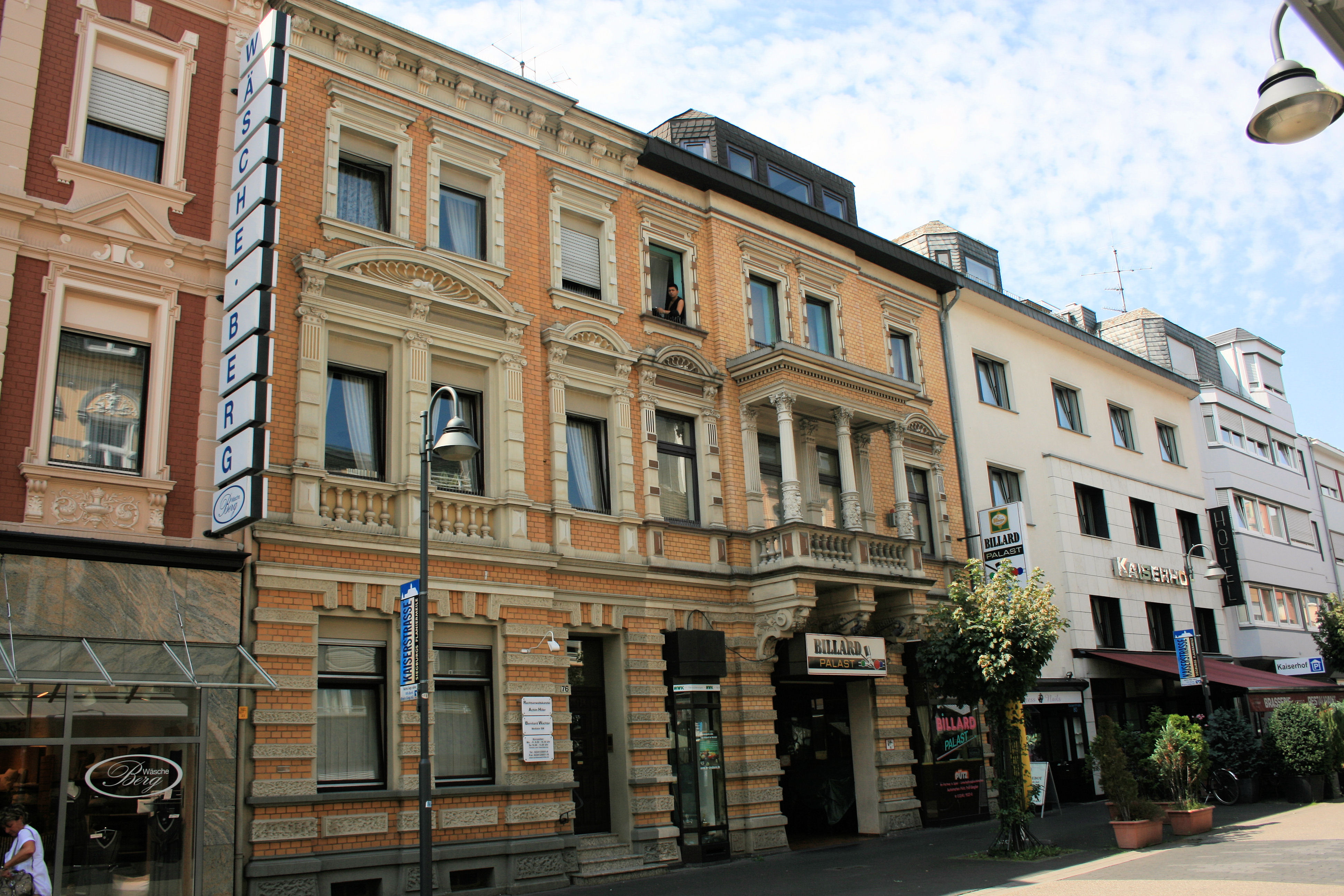
Haus Nr. 76/78
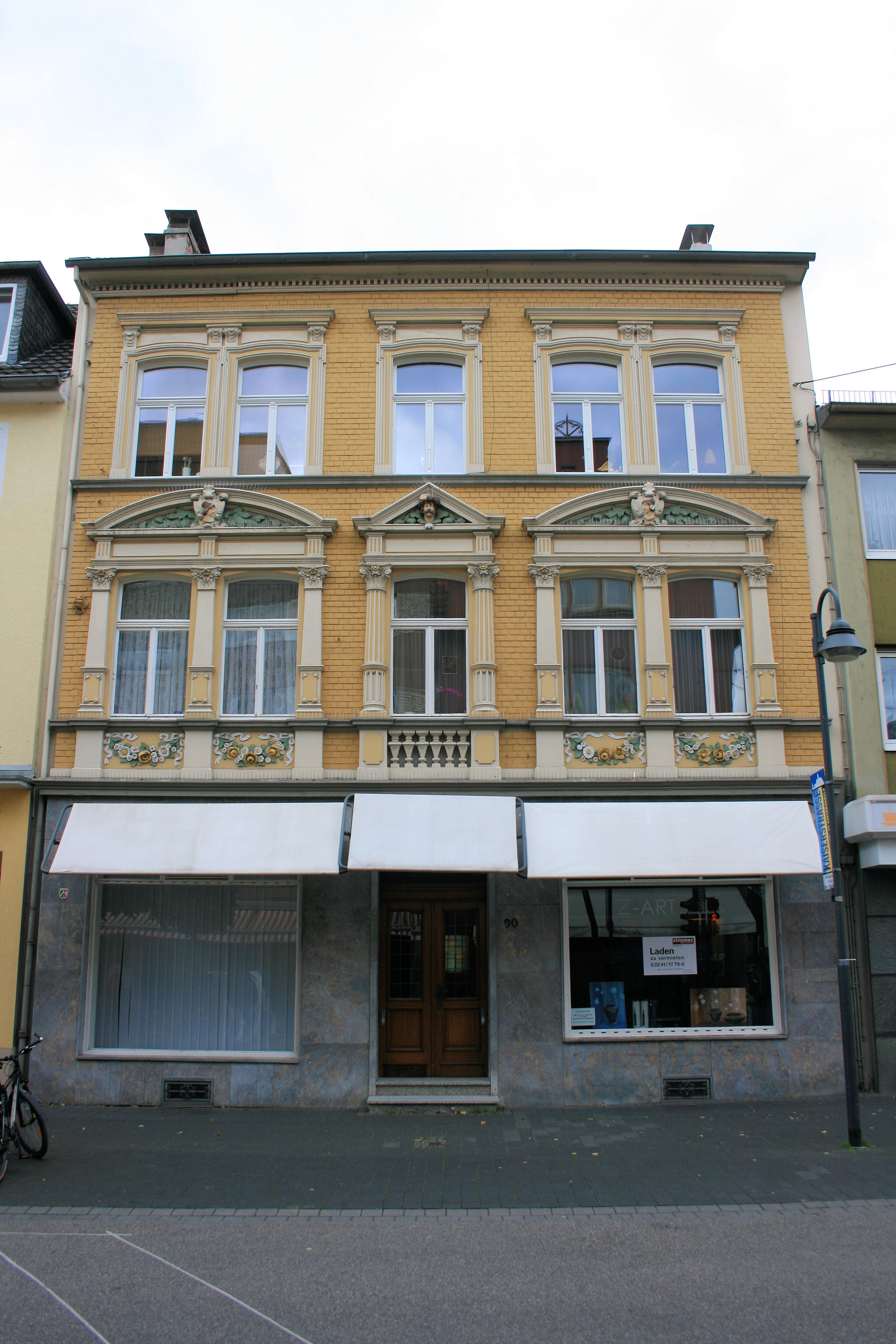
Haus Nr. 90